# ماریسا اروین
 ماریسا اروین (انگلیسی: Marissa Irvin؛ زاده ۲۳ ژوئن ۱۹۸۰) یک تنیس‌باز اهل ایالات متحده آمریکا است.